# Montserrat Palmer
Montserrat Palmer Trias (Santiago de Chile, 13 de septiembre de 1933) es una arquitecta, diseñadora, académica, investigadora y editora chilena. Fue la primera mujer decana de la Facultad de Arquitectura, Diseño y Estudios Urbanos de la Pontificia Universidad Católica.

## Formación
De padres catalanes, Palmer nació en Santiago de Chile y cursó su primer año en la carrera de arquitectura en la Pontificia Universidad Católica de Chile en 1952. Sin embargo, la hicieron repetir su primer año a pesar de haber aprobado todos los ramos, abogando que era “inmadura”. Esto provocó que se retirara de la carrera y se cambiara a la Facultad de Arquitectura y Urbanismo de la Universidad de Chile donde se tituló en 1961.
Como estudiante tomó clases de acuarelas (método que uso como representación de sus ideas hasta la actualidad) con el arquitecto, pintor y grabador Nemesio Antúnez, quien la invitó a formar parte del Taller 99 en 1957, el cual fue un espacio de experimentación artística en torno al grabado conociendo artistas como Roser Bru y Eduardo Vilches. También como estudiante de arquitectura fue ayudante de cursos de dibujo y taller.

## Carrera

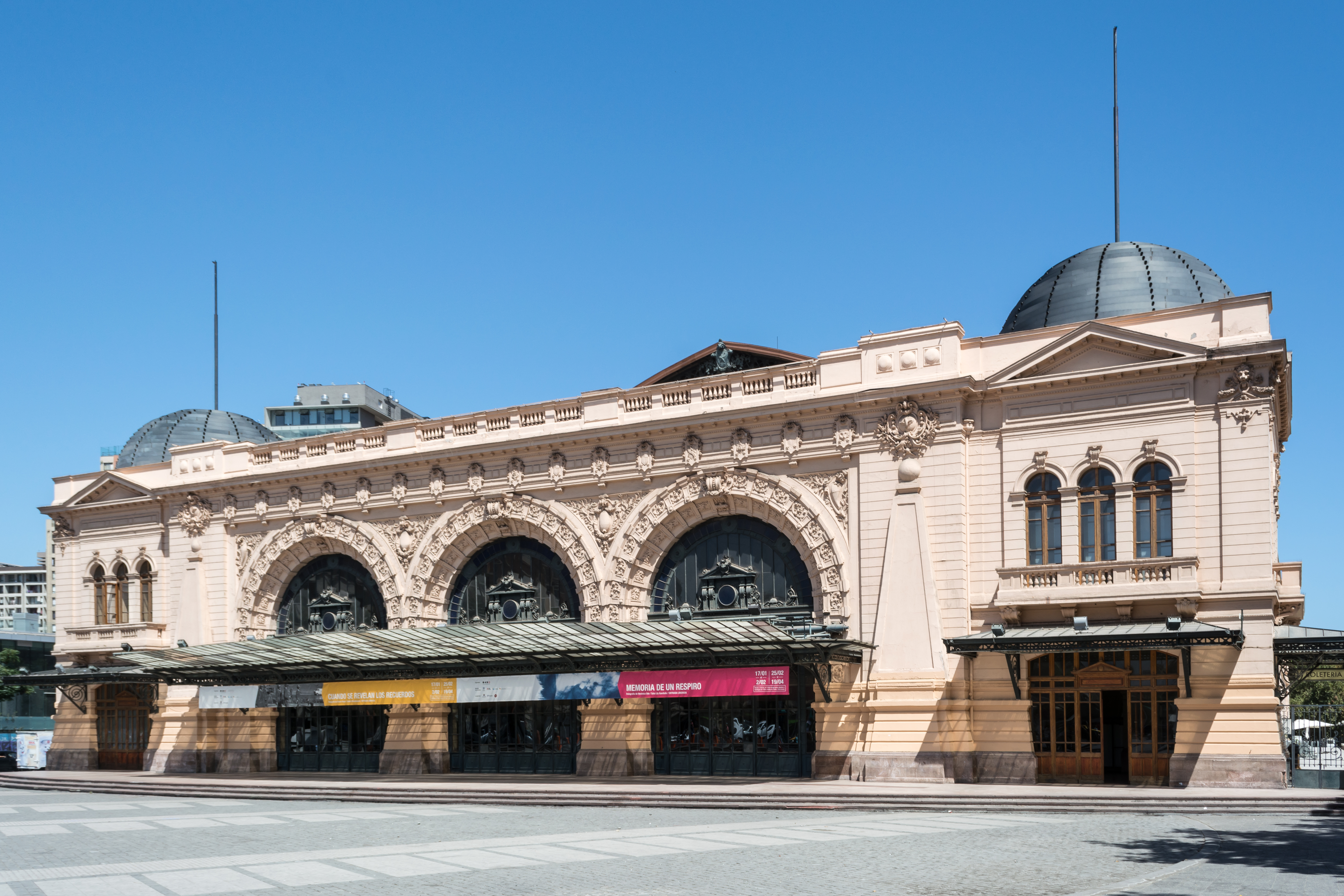
Montserrat es coautora del diseño del Centro Cultural Estación Mapocho en 1991

En 1963 fue contratada como profesora en la Facultad de Arquitectura y Urbanismo de la Universidad de Chile. En 1974 debió renunciar a su cargo debido a las intervenciones de la dictadura militar de Augusto Pinochet. Al año siguiente fue contratada como profesora en la Pontificia Universidad Católica, en donde se convirtió en la primera mujer decana de la Facultad de Arquitectura, Diseño y Estudios Urbanos, liderando la institución entre 2000 y 2004.
Como investigadora, su primer publicación fue 50 años de arquitectura metálica en Chile, compuesta por dos volúmenes. En 1984 publicó La comuna de Providencia y la ciudad jardín, una investigación donde desplegó una estrategia de análisis en donde se mezclaban morfología e historia para analizar la comuna de Providencia (Chile). En 1988 publicó, junto a Francisco Vergara, la investigación El lote de 9x18 en la encrucijada habitacional de hoy.
En 1993 publicó La arquitectura contemporánea de la madera en Chile, un estudio de desarrollo entre 1969-1990, el cual incluyó obras que se transformaron en emblemas de la arquitectura post dictadura en Chile, tales como la Casa Klotz (1990) de Mathias Klotz y el Pabellón de Chile para la Expo Sevilla 1992 de Germán del Sol y José Cruz Ovalle.
Entre 1980 y 2010 estuvo a cargo de las ediciones de la revista ARQ, modelando la agenda del discurso de la arquitectura contemporánea del país. Abogó por la dimensión técnica de la arquitectura y por el encuentro de una estética que surge precisamente del compromiso de los arquitectos con los materiales de construcción. En 2010, cuando Montserrat dejó de ser directora de la revista ARQ, la editorial publicó una monografía sobre sus obras . 

## Legado
Palmer ha sido considerada como la voz de autoridad en la cultura arquitectónica de Chile entre fines del siglo XX y principios del siglo XXI. Gracias a sus debates disciplinares de la arquitectura y su gran trabajo como editora jefa de la revista ARQ logró dar notoriedad a la arquitectura chilena, siendo esta la primera revista en castellano en ser acreditada con la categoría ISI, otorgando una vitrina internacional a una generación de arquitectos chilenos egresados de la Pontificia Universidad Católica de Chile.
José Rosas, ex decano de la Facultad de Arquitectura, Diseño y Estudios Urbanos, planteó en 2018:
"Montserrat Palmer ha posicionado la arquitectura chilena, latinoamericana y la reflexión teórica de diferentes investigadores de arquitectura y urbanismo, en un sitial de prestigio y reconocimiento indiscutible entre sus pares".

## Obras destacadas
- Casa en Algarrobo
- Hostería La Pirámide, junto a Carlos Martner (Santiago, Chile) [5]
- Zoológico Nacional de Chile[6]
- Dos casas en Santa María 2804 (Santiago, Chile)
- Centro Cultural Estación Mapocho, junto a Teodoro Fernández, Rodrigo Pérez de Arce y Ramón López (Santiago, Chile)
- Centro de Extensión de la Pontificia Universidad Católica de Chile (Santiago, Chile)
- Oficinas de la Empresa Portuaria de Chile (Aysén, Chile)

## Publicaciones
- 50 Años de arquitectura metálica en Chile 1863-1913. (1970)
- 50 Años de arquitectura metálica en Chile 1920-1970. (1971)
- La comuna de Providencia y la Ciudad Jardín. (1984)
- El lote de 9x18 en la encrucijada habitacional de hoy. (1988)
- La arquitectura contemporánea de la madera en Chile. Un estudio de su desarrollo entre 1960-1990. (1993)
- Nemesio Antúnez: obra pictórica. (1997)
- Arquitectura reciente en Chile: las lógicas del proyecto. (2000)